# 柊瑠美
柊 瑠美（ひいらぎ るみ、1987年〈昭和62年〉8月1日 - ）は、日本の女優。
東京都出身。ファザーズコーポレーション所属。東京都立九段高等学校、日本大学芸術学部卒業。

## 人物・略歴
3姉妹の三女。実父母は離婚。6歳から子役として活動をはじめ、CMに多数出演。
1999年（平成11年）の『すずらん』でヒロインの少女時代を演じた。翌年には劇場版で同役を演じた。
2001年（平成13年）、『千と千尋の神隠し』にて主人公・荻野千尋の声を演じ、一躍時の人になった。
2005年（平成17年）、『野ブタ。をプロデュース』でのいじめ役が話題となった後、学業に専念。
2007年（平成19年）3月26日付けの自身の公式ブログで所属事務所セントラルプロダクションの退所を発表。1年あまりの芸能活動休止を経てBESIDEへ移籍。
2009年（平成21年）から2013年（平成25年）まで『ニャンちゅうワールド放送局』で3代目おねえさんを務めた。在任期間は4年間で、出演期間は歴代で2番目に長い。
2009年12月31日をもって所属事務所BESIDEを退社し、2010年1月5日より、ファザーズコーポレーションへ移籍した。1月16日にブログを一時休止し、3月19日にブログをリニューアルして更新を再開した。
私生活では、学生時代に知り合いかねて交際していた同い年の男性と2018年末に結婚、2019年（平成31年）4月末に挙式。自身のブログを通じて2019年6月22日に公表した。2021年末に第1子女児を出産したことを、2022年5月7日に報告した。

## 出演

### テレビドラマ
- 火曜サスペンス劇場 救急指定病院3（1995年、日本テレビ）
- 連続テレビ小説 すずらん（1999年4月5日 - 10月2日、NHK総合） - 常盤萌（少女時代） 役
- 月曜ミステリー劇場 カードGメン・小早川茜1 - 8（2000年 - 2005年、TBS） - 小早川茉莉花 役
- 世にも奇妙な物語'01秋の特別編『おばあちゃん』（2001年、フジテレビ） - 中村美保・おばあちゃん 役
- 動物のお医者さん（2003年4月17日 - 6月26日、テレビ朝日） - チョビ 役（声の出演）
- ナショナル劇場 水戸黄門 第32部 第12話（2003年、TBS） - 市 役
- 金曜時代劇 はんなり菊太郎2〜京・公事宿事件帳〜 第3話（2004年、NHK総合） - お登勢 役
- スカイハイ2 第7話（2004年2月27日、テレビ朝日） - 芳澤遥 役
- ほんとにあった怖い話『夕暮れの迷子』（2004年、フジテレビ） - 八木望 役
- ウルトラQ dark fantasy 第19話（2004年、テレビ東京） - 少女（矢島静江の少女時代）役
- 火曜サスペンス劇場 監察医・室生亜季子36 母子鑑定（2005年、日本テレビ） - 大川洋子 役
- はぐれ刑事純情派ファイナル スタートスペシャル（2005年、テレビ朝日）ゲスト出演
- 野ブタ。をプロデュース（2005年10月15日 - 12月17日、日本テレビ） - 蒼井かすみ 役
- 月曜ミステリー劇場 山村美紗サスペンス 京都華道家元殺人事件（2005年、TBS） - 華形春香 役
- 新・桃太郎侍 第7話（2006年、テレビ朝日） - おさよ 役
- ロト6で3億2千万円当てた男 第8話（2008年、テレビ朝日） - ホステス 役
- 四つの嘘（2008年、テレビ朝日） - 準レギュラー
- 青春カムバック!?メタボリック☆ばんど!（2008年、テレビ愛知）
- 赤い糸（2009年、フジテレビ） - のぞみ 役
- 仮面ライダーディケイド 第8 - 9話（2009年、テレビ朝日） - アイ 役
- 金曜プレステージ 奥様は警視総監4（2009年、フジテレビ） - 望月ゆかり（高校生時代）役
- 名探偵の掟 第九章（2009年、テレビ朝日） - 浅倉ナミ 役
- 夏うたドラマSP 幸せの贈り物（2009年7月24日、TBS） - 予備校生 役
- 土曜時代劇 オトコマエ!2（2009年10月10日、NHK総合） - 小松屋娘・加代 役
- その男、副署長 第5話（2009年11月12日、テレビ朝日） - 大野千香 役
- 土曜ワイド劇場法医学教室の事件ファイル30（2010年1月9日、テレビ朝日）
- 警視庁失踪人捜査課 第6話（2010年5月21日、テレビ朝日） - 名村凪 役
- 鬼平外伝 夜兎の角右衛門（2011年1月3日、スカパー! / 3月21日、時代劇専門チャンネル）
- 月曜ゴールデン 釣り刑事2（2011年5月9日、TBS） - 蜂谷志織 役
- 遺留捜査 第2シリーズ 第1話（2012年7月12日、テレビ朝日） - 長峰葵 役
- 大河ドラマ 平清盛（2012年、NHK総合） - 桃李 役
- 踊る大捜査線 THE LAST TV サラリーマン刑事と最後の難事件（2012年、フジテレビ） - 湾岸署女性警察官 役
- 鬼平犯科帳スペシャル 見張りの糸（2013年、フジテレビ） - お弓 役
- 二十四の瞳（2013年8月4日、テレビ朝日） - 加部小ツル 役
- 土曜ワイド劇場 天才刑事・野呂盆六8（2013年8月10日、テレビ朝日）
- Woman 第8話・第9話（2013年8月21日・28日、日本テレビ） - 植杉真希 役
- おみやさん新春スペシャル（2014年1月3日、テレビ朝日） - 岡田りこ 役
- BS時代劇　神谷玄次郎捕物控（NHK BSプレミアム） - おしの 役
  - 神谷玄次郎捕物控（2014年4月4日 - 5月2日）
  - 神谷玄次郎捕物控2（2015年4月3日 - 5月22日）
- 土曜ワイド劇場 監察官・羽生宗一（2014年5月10日、テレビ朝日） - 武藤みどり 役
- Dr.倫太郎 第2話・第3話、第6話、第8話・第9話（2015年4月22日・29日、5月20日、6月3日・10日、日本テレビ） - 円能寺一雄の秘書 役
- 科捜研の女 第15シリーズ 第2話（2015年10月22日、テレビ朝日） - 久保美也子 役
- 特別ドラマ企画 天才バカボン〜家族の絆（2016年3月11日）
- 土曜ワイド劇場 検事・悪玉（2016年3月19日、テレビ朝日） - 木川絵里 役
- 鼠、江戸を疾る2 第1話（2016年4月14日、NHK総合） - お菊 役
- 月曜名作劇場 「鑑識捜査官 亀田乃武夫の臨場ファイル1」（2017年8月7日、TBS） - 筒井敦子 役
- コウノドリ 第2シリーズ 第2話（2017年10月20日、TBS） - 三上いづみ 役
- 眠れぬ真珠〜まだ恋してもいいですか?〜 第2夜（2017年12月28日、読売テレビ・日本テレビ系）
- コンフィデンスマンJP 第3話・美術商編（2018年4月23日、フジテレビ）
- リーガルV〜元弁護士・小鳥遊翔子〜 第6話・第7話（2018年11月22日・29日、テレビ朝日）
- 連続ドラマW 東野圭吾「ダイイング・アイ」 第4話（2019年4月6日、WOWOW）
- ルパンの娘 第2シリーズ 第3話 - （2020年10月29日 - 、フジテレビ） - 三雲杏の担任教師 役
- 月曜プレミア8 「再雇用警察官 第4作」（2022年） - 山科百合子 役
- 相棒 season22 第15話「マッターホルンの殺人」（2024年2月7日、テレビ朝日） - 戸嶋佐奈子 役

### 映画
- すずらん 〜少女・萌の物語〜（2000年6月17日、松竹） - 主人公 常盤萌 役
- 赤い糸（2008年12月） - のぞみ 役
- 酔いがさめたら、うちに帰ろう。（2010年12月） - 猪瀬看護師 役
- 踊る大捜査線 THE FINAL 新たなる希望（2012年9月7日） - 湾岸署女性警察官 役
- 鍵泥棒のメソッド（2012年9月15日） - 編集部員A 役
- オシャレ番外地（2014年3月8日）
- 龍三と七人の子分たち（2015年4月25日）
- ハッピーウェディング（2016年11月5日）
- 成れの果て（2021年12月3日、SDP） -  河合あすみ 役

#### 劇場アニメ
- 千と千尋の神隠し（2001年7月20日、東宝） - 主人公 荻野千尋 / 千 役
- 崖の上のポニョ（2008年7月19日、東宝） - 婦人 役
- デトロイト・メタル・シティ（2008年8月23日、東宝） - 犬のメルシー 役
- コクリコ坂から（2011年7月16日） - 広小路幸子 役

#### テレビアニメ
- アーヤと魔女（2021年8月27日、スタジオジブリ・東宝） - 孤児院副園長 役

### Vシネマ
- 爆発！スケ番☆ハンターズ 総括殴り込み作戦（2010年）

### テレビCM
- アメリカンファミリー生命（1994年）
- スカパー!『アニメ編』（1999年）
- ローソン『夏祭り』編（2003年）
- トヨタ自動車『WiLL サイファ』（2003年）
- ビクター（現：JVCケンウッド）『BabyMovie』（2003年）
- 明治製菓（現：明治）『アーモンド』（2004年）
- 白泉社『LaLa』（2006年）
- LIXIL『エコカラット』（2017年）[6]
- SUBARU『アイサイト』（2024年）[7]

### その他テレビ番組
- BS夏休み特集 アストロファンタジー『七曜って何!?』（1999年、NHK BS1）
- スタジオパークからこんにちは（1999年、NHK総合）
- 冒険家族クイズ2001（2001年9月19日、日本テレビ）  - グッチ家・妹として、スタジオ出演。
- ナイス素適音楽館（2004年4月 - 2005年3月、YOUテレビ）
- 鶴見線物語（2005年、YOUテレビ）
- 横浜ミストリー『赤い靴〜4つの像の謎・母の願いは時を越えて〜』（2004年6月、YOUテレビ）
- 横浜ミストリー『鶴見線物語〜タンコロ電車がいく〜』（2005年4月、YOUテレビ）
- 横浜ミストリー『病院船氷川丸〜戦火のロマン航路〜』（2005年5月、YOUテレビ）
- 横浜ミストリー『横浜国際水上空港〜南の島へ飛んだ飛行艇〜』（2005年6月、YOUテレビ）
- 大胆MAP（2008年6月29日、テレビ朝日）- VTR出演
- ニャンちゅうワールド放送局（2009年4月5日 - 2013年3月24日、NHK教育→NHK Eテレ)  - 9代目おねえさん
  - ニャンちゅうワールド放送局（2017年4月2日、NHK Eテレ） - ゲスト出演
  - ニャンちゅうワールド放送局ミニ（2017年3月28日、30日、31日、NHK Eテレ） - ゲスト出演
- 痛快TV スカッとジャパンSP 第126回（2018年5月14日、フジテレビ） - 学校の先生 役
- もうひとつの千と千尋の神隠し～舞台化、200日の記録～（2022年、 NHKBS4K 、2023年、NHKBSP）- 語り[8]
- ニャンちゅう!宇宙!放送チュー! ニャンちゅう!30周年スペシャル（2022年10月9日、NHK Eテレ） - ゲスト出演

### ラジオ
- 文化放送BSQR 今夜もはてぃはてぃ パーソナリティ （2003年4月 - 9月）
- 文化放送BSQR 天外ラヂヲ〜黄金国伝説〜 パーソナリティ（2003年 - 2004年）
- ON THE WAY COMEDY 道草（2006年、TOKYO FM）ラジオドラマ - 天宮杏奈 役
- NHKオーディオドラマ FMシアターLET IT PON!〜それでええんよ〜（2012年2月4日、NHK-FM） - 主人公 田沼楓 役

### 舞台
- エステー化学ドリームミュージカル アルプスの少女ハイジ - ハイジ（アーデルハイト）役 （2002年）
- DECADANCE I（2008年8月9日 - 23日） - 王女ジラファ役

### ゲーム
- 天外魔境III NAMIDA（2005年） - ミヤ 役
- ONE PIECE アンリミテッドワールド レッド（2013年） - ヤドヤ 役

### その他
- すずらんのうた/母に捧げる歌 日本クラウン（『すずらん劇場版』エンディングソング）
- 社会福祉法人 中央共同募金会『赤い羽根共同募金』平成14年度イメージモデル（2002年）
- 家の光協会『ちゃぐりん』ひいらぎるみのなんでも相談コーナー（連載）（2002年 - 2003年）
- スタジオジブリ・レイアウト展 - ナビゲーター（音声ガイド）

## 作品

### 写真集
- 瑠璃色のカランドリエ（2004年5月、音楽専科社、撮影：松本裕之）ISBN 978-4-87279-153-2

### DVD
- CUTE THEATER VOL.1『柊瑠美』（2005年2月、東京FM）